# Ionopsidium albiflorum
Ionopsidium albiflorum är en korsblommig växtart som beskrevs av Michel Charles Durieu de Maisonneuve. Ionopsidium albiflorum ingår i släktet Ionopsidium och familjen korsblommiga växter. Inga underarter finns listade i Catalogue of Life.